# Достай, Откун Монгушевич
Достай, Откун Монгушевич (тув. Достай, Откун Моңгуш-оглу) (род. 30 января 1970 г.) —- хоомейжи, музыкант, тележурналист, общественный деятель. Лауреат Международных фестивалей «Байкал - жемчужина мира» (г. Улан-Удэ, 1989 г.), «Монголия» (г. Улан-Батор, 1990г.), Лауреат I степени республиканских конкурсов среди певцов «Баян-Таланын ыраажызы», Лауреатом I степени республиканского фестиваля «Хоомей» (1995 г.), Лауреат I степени Международного симпозиума «Хөөмей» (1998 г.), «Ак куштуң ырылары» (2006 г.), победитель Международного фестиваля «Үстүү-Хүрээ» в номинации «Лучший игилист», Лауреат Республиканского конкурса «Хөөмейжи», посвященный памяти Народного хоомейжи РТ Х.С. Ооржака в 2013 году, Лауреат республиканского конкурса журналистов «Агальматолитовое перо - 2003». С апреля 2012 года по август 2013 года работал в качестве председателя ЮНЕСКО при правительстве РТ.

## Творчество
Творческий путь музыканта и хоомейжи Откуна Монгушовича Достай началось в большой семье государственного ансамбля «Саяны», где молодой артист работал с 1988 по 1989 год. Как один из самых ярких и самобытных исполнителей тувинского горлового пения Достай Откун Монгушевич являлся артистом хоомейжи первого легендарного состава фольклорно-этнографического ансамбля «Тыва» с 1989 года по 1990 год. Как молодой перспективный артист ансамбля «Тыва», Откун Достай был отправлен на учёбу в Санкт-Петербургскую академию театрального искусства на специальность актёр театра и кино. Даже во время студенческих лет с 1990-1994 он продолжал петь хоомей, создав группу «Өзүм» в составе Оолак Ондара и Станислава Ириль гастролировали с 1992 года в странах Европы и издали компакт диск «Өзүм» в студии Мосфильм. Достай О.М. заложил начало фри-джазовой интернациональной группы «Вершки да Корешки», где играли известные музыканты России, Англии и Сенегала.
С 1997 года работал в должности редактора литературно-художественной редакции ГТРК «Тыва». Его авторская передача «Эзир чуртунуң хөөннери», знакомил зрителей с известными мастерами и молодыми исполнителями хоомея в Тыве. За короткое время передача завоевала признание и любовь зрителей, и стояла на переднем плане работы ГТРК «Тыва» по сохранению, развитию и популяризации тувинского хоомея. Его деятельность в качестве тележурналиста отмечена многими профессиональными грамотами и призами, в том числе он является Лауреатом республиканского конкурса журналистов «Агальматолитовое перо—2003».
Откун Достай неоднократно представлял культуру Тывы в своих сольных проектах как музыкант новатор, а также как хоомейжи в составе ансамблей. Достай О.М. внес большой вклад в популяризацию тувинского хоомея, как продюсер и менеджер фольклорных групп Тывы и многих традиционных исполнителей хоомейжи республики, творчество которых сегодня известен во всем мире. Концертные выступления и изданные О.М. Достаем диски до сих пор волнуют сердца многих поклонников тувинского хоомея. Организаторский и исполнительский талант традиционного хоомейжи Откуна Достая выражено в творчестве и в проектах следующих групп и солистов: «Тыва» (1 состав), «Өзүм» (издано 2 диска в Европе), «Вершки, да корешки» (в 1993 году), Сайнхоо Намчылак (1 диск), Опера «NOAH», «Өртемчей» (2 диска – Япония), «ЕвроАзия», «Тыва Хөгжүм», «Тыва Кызы» (2 диска и 1 DVD). Достай Откун выступал на элитных сценах международных фестивалей в Японии (с 1998 г.по наст.время), Китая (2013), Монголии (1989), Австралии (1996), Германии (1995-1996-2002-2008-2013), Марокко (1998), Турции  1998, Голландии (с 1992-1999, 2012), Бельгии (1996-1999,2013), Италии (2013), Дании (2009-2013), Швеции, Норвегии (2012), Швейцарии (2007), Канады (1999), в 16 штатах США (2009) как в составе различных групп, так и с сольными выступлениями.
Достай О.М. является главным организатором Международного фестиваля “Сыгыт-Хөөмей Өвүр черде”(2000-2004-2009). Он является основателем и директором Общественной региональной организации «Центр дружбы Тыва-Япония – “Каргыраа”» (2011 г.). В 2012 году им был издан диск «Даг каргыраазы» в Японии, куда вошли голоса Народного Хоомейжи РТ Алдын-оола Севека, заслуженного артиста РТ Андрея Опей (тув. Өпей Андрей) и Откун Достай. Являясь разносторонним музыкантом в биографии которого есть место и для джаза, и авангарда, О.М.Достай сумел сохранить аутентичность исполнения своего хоомея. С апреля 2012 года по август 2013 года работал в качестве председателя ЮНЕСКО при правительстве РТ.

## В наши дни
Достай Откун является корреспондентом ГТРК «Тыва». Руководит в качестве директора Общественной региональной организации «Центр дружбы Тыва-Япония – “Каргыраа”».